# فيرجينيا هندرسون
فيرجينيا هندرسون (بالإنجليزية: Virginia Henderson) (و. 1897 – 1996 م) هي ممرضة، وكاتِبة، وعالمة من الولايات المتحدة، والمملكة المتحدة، ولدت في كانزاس سيتي، ميزوري، توفيت عن عمر يناهز 99 عاماً.

## التعليم
تعلمت في جامعة كولومبيا، وتعلمت في كلية المعلمين (جامعة كولومبيا)
.

## جوائز
حصلت على جوائز منها:

Honorary Fellow of the Royal College of Nursing ‏